# Андрія Златич
Андрія Златич  (серб. Андрија Златић, 25 січня 1978) — сербський стрілець, олімпійський медаліст.

## Виступи на Олімпіадах
| Олімпіада   | Дисципліна                  | Місце |
| ----------- | --------------------------- | ----- |
| Афіни 2004  | пневматичний пістолет, 10 м | =13   |
| Афіни 2004  | довільний пістолет, 50 м    | 32    |
| Лондон 2012 | пневматичний пістолет, 10 м | 3     |
| Лондон 2012 | довільний пістолет, 50 м    | 6     |

## Зовнішні посилання
- Досьє на sport.references.com [Архівовано 14 грудня 2012 у Wayback Machine.]